# Danijel Stojković
Danijel Stojković (Данијел Стојковић; sinh ngày 14 tháng 8 năm 1990 ở Beograd) là một hậu vệ bóng đá Serbia thi đấu cho Alashkert.

## Sự nghiệp
Stojković khởi đầu sự nghiệp ở đội trẻ BSK Borča.
Anh chuyển đến Voždovac mùa giải 2012–13.